# Хмельник (Келецкий повет)
Хмельник (пол. Chmielnik) — городско-сельская гмина (волость) в Польше, входит как административная единица в Келецкий повет, Свентокшиское воеводство. Население — 11 568 человек (на 2006 год).

## Демография
| Перепись                       | Всего   | Всего | Женщины | Женщины | Мужчины | Мужчины |
| ------------------------------ | ------- | ----- | ------- | ------- | ------- | ------- |
| Единицы                        | человек | %     | человек | %       | человек | %       |
| Население                      | 11 554  | 100   | 5772    | 50      | 5782    | 50      |
| Плотность населения (чел./км²) | 80,9    | 80,9  | 40,4    | 40,4    | 40,5    | 40,5    |

## Соседние гмины
1. Гмина Буско-Здруй
2. Гмина Гнойно
3. Гмина Кийе
4. Гмина Моравица
5. Гмина Пежхница
6. Гмина Пиньчув